# 1992 EZ7
1992 EZ7 är en asteroid i huvudbältet som upptäcktes den 2 mars 1992 av UESAC vid La Silla-observatoriet.
Asteroiden har en diameter på ungefär 7 kilometer.